# Crinotarsus sulcatus
Crinotarsus sulcatus là một loài bọ cánh cứng trong họ Cerambycidae.